# Barys Pujouski
Barys Pujouski (Malaryta, 3 de enero de 1987) es un jugador de balonmano bielorruso que juega de central en la RK Vojvodina. Es internacional con la selección de balonmano de Bielorrusia.

## Palmarés

### Dinamo Minsk
- Liga de Bielorrusia de balonmano (3): 2010, 2011, 2012
- Copa de Bielorrusia de balonmano (1): 2010

### SKA Minsk
- Liga Báltica de balonmano (1): 2013

### Motor Zaporiyia
- Liga de Ucrania de balonmano (6): 2016, 2017, 2018, 2019, 2020, 2021

### RK Vojvodina
- Liga de Serbia de balonmano (2): 2023, 2024

## Clubes
- SKA Minsk (2002-2009)
- HC Dinamo Minsk (2009-2012)
- SKA Minsk (2012-2013)
- Csurgói KK (2013-2015)
- Motor Zaporiyia (2015-2022)
- SKA Minsk (2022) (cedido)
- RK Vojvodina (2022- )